# Tetraiodomercurat (II) de potasiu
Tetraiodomercuratul (II) de potasiu este un compus anorganic ce conține cationi de potasiu și anionul complex tetraiodomercurat (II). Este utilizat sub denumirea de Reactivul Nessler, care presupune o soluție de 0,09 mol/L din acest compus în 2,5 mol/L de hidroxid de potasiu, folosit pentru identificarea amoniacului. Anionul de tetraiodomercurat (II) este izoelectronic cu iodura de plumb (IV). 